# 핵자기 공명

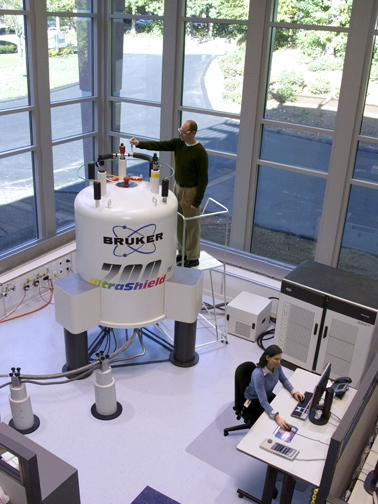

핵자기 공명(核磁氣共鳴, nuclear magnetic resonance, 약자 NMR)은 자기장 속에 놓인 원자핵이 특정 주파수의 전자기파와 공명하는 현상이다.
핵자기 공명은 분자의 물리·화학·전기적 성질을 알아내기 위한 분자 분광법의 일종으로 사용되고, 또한 의학에서 인체 내의 조직을 자기공명영상을 통해 관찰하기 위해 사용된다. 뿐만 아니라, 핵자기 공명은 미래의 양자 컴퓨터의 개발 과정에도 사용되고 있다.

## 원리
전자가 스핀을 가지고 있는 것과 마찬가지로 어떤 핵들도 스핀을 가지고 있다. 외부의 자기장이 존재하지 않는 경우 핵 스핀은 무작위로 정렬된 상태이다. 외부에서 자기장을 걸어주면 유도자기장이 생기는데, 이때 핵 스핀은 외부 자기장과 같거나 반대의 방향으로 정렬된다. 외부 자기장과 같은 방향으로 정렬될 경우 에너지 준위가 낮아지며, 반대 방향으로 정렬될 경우 에너지 준위가 높아진다. 기존 에너지 준위에서 높아지거나 낮아지는 에너지의 정도는 이 경우 서로 같다.
이때 라디오파 정도의 주파수를 외부에서 에너지로 제공해 주면 핵의 스핀은 에너지를 받아서 외부 자기장에 정반대 방향으로 스핀 상태를 변화시킬 수 있다. 화합물에서 각각의 원자가 가지고 있는 핵 스핀의 강도가 다르기 때문에 같은 세기의 자기장을 걸어 줘도 흡수하는 주파수가 다르다. 따라서 NMR에서 흡수하는 주파수를 측정함으로써 어떤 원자가 존재하는지 추론할 수 있다.
이때 분석할 수 있는 원자의 종류는 한정되어 있는데, 분석하는 원자의 스핀 양자수가 자기장을 걸었을 때 에너지 차이가 존재하는 형태의 스핀 양자수 형태를 가져야 한다. 예를 들면 원자량 12의 탄소(12C)는 자기장을 걸어도 에너지 차이가 존재하지 않기 때문에 분석할 수 없게 된다.

## 공명 분광 분석기
NMR Spectrometer은 Nuclear Magnetic Resonance Spectrometer의 약자로 분석하고자 하는 시료의 원자핵의 회전을 RF(라디오 주파수) 공명을 통하여 측정하는 분광 분석기이다.
일반적으로 분광 분석기라 함은 빛을 이용한 분석장비를 총칭한다. 빛은 파형의 길이에 따라 그 성분과 에너지의 크기가 다르다.
분광 분석기(Spectrometer)중 이 빛의 종류에 따라 다양한 장비가 있다.(예를 들어 UV-Vis Spectrophotometer, IR spectrometer, X-ray spectrometers 등) 이 중에서 NMR은 파장이 긴 RF(radio frequency)를 사용하며 파장의 길이는 에너지와 반비례하여 에너지가 낮은 빛을 사용하는 분석장비이다. 에너지가 낮은 빛을 사용하는 점은 NMR이 다른 장비에 비해 감도가 낮은 하나의 이유이다.
빛의 종류에 따라 측정 시료의 원자 또는 분자의 운동의 종류가 다르다. 분광 분석 장비는 시료에 빛을 주사하게 되고 시료는 그 빛을 특정 고유의 물성에 따라 양자화된 에너지를 흡수하게 된다. 빛 또한 하나의 에너지 형태이므로 흡수된 에너지는 시료의 원자 또는 분자를 불안정한 상태로 만들고 안정화하려는 방향으로 에너지를 방출하게 되며 에너지 방출과정에서 빛의 종류에 따라 운동의 형태가 다르다.
라디오 파는 원자의 핵의 회전 전이를 일으키며 이때 공명의 형태로 특정 주파수에 반응한다.

### 분광 분석기의 구조
NMR은 크게 Console. Magnet, probe로 나누며 이중 (1) Console은 RF(라디오 파)를 실험에 알맞은 형태의 파형으로 만들어주어 측정 시료에 주사하고 검출하는 NMR 운영에 총 과정을 통제하며 제어하는 Main 장치에 속한다. (2) Magnet은 측정 시료의 자장의 환경을 조성하는 역할을 한다. (3) Probe는 시료를 자장의 환경에 놓이도록 하며 Console로부터 RF 펄스의 명령 받아 주사하고 검출하는 역할을 한다.
Console에서 RF 파를 만들어 Probe를 통하여 측정 시료에 주사하게 되고 흡수된 RF는 다시 방출하여 Probe의 코일을 통하여 Console에 보내준다. 수신된 정보를 Console은 여러 과정을 거쳐 푸리에 변환하여 사용자에게 스펙트럼 형태로 보여준다.

### 1H-NMR
NMR 분광 분석은 주로 여러 유기 화합물의 분석과 화합물의 합성 확인을 위해 사용된다. 이때 가장 대중적으로 사용되는 분석이 바로 수소 원자의 spin 공명을 통해 수소 원자를 분석하는 1H-NMR이다. 이때 수소는 가장 기본적인 원자로 대부분의 유기 분자에 포함되어 있기 때문에 가장 대중적으로 사용된다. 수소의 핵자기 공명 분광을 통해 수소 원자가 어떤 원자와 결합을 하고 있는지, 나아가 어떤 작용기에 포함되어 있는지, 공간적 배열은 어떤지에 대해 알 수 있다. 이때 1H-NMR을 사용할 시 분석하고자 하는 물질을 녹인 solvent에 존재하고 있는 수소 원자 역시 함께 분석되기 때문에, 이를 방지하기 위해서, 1H-NMR의 분석을 할 때는 solvent 내의 모든 수소를 중수소로 대체한 deuterated된 solvent를 이용한다.

## 2차원 NMR (2D-NMR)
화학, 그 중에서도 유기화학에서는 이른 시기에 NMR 기술을 받아들여 유기분자의 구조를 결정하는데 혁신적인 변화를 불러왔다. 유기화학에서는 일반적으로는 1차원 NMR을 이용하지만, 분석하려는 분자의 규모가 커지고 구조가 복잡해지면, 더 많은 정보를 얻어내기 위해 2차원 NMR을 사용하기도 한다. 2차원 NMR에는 COSY, NOESY, HMBC, HSQC와 같은 다양한 종류가 있어, 상황에 따라 필요한 방법을 골라 사용한다.

## 같이 보기
- 액체 질소
- 핵사중극 공명
- 단백질 동역학